# Psectrocladius versatilis
Psectrocladius versatilis är en tvåvingeart som beskrevs av Linevich 1963. Psectrocladius versatilis ingår i släktet Psectrocladius och familjen fjädermyggor. Inga underarter finns listade i Catalogue of Life.